# Дезинформатор
Дезинформатор је била хумористичка емисија која се емитовала сваког петка од 21 час (репризно суботом од 17 часова) на ТВ Метрополис, а бавила се карикирањем и пародирањем првенствено телевизијског програма у Србији, али неретко и политичке ситуације у земљи. Аутор и идејни творац емисије био је Зоран Кесић Кеса, дугогодишњи радијски и тв водитељ.
Ова емисија је 21. децембра 2008. године еволуирала у нову емисију, истог ауторског тима, под називом Фајронт република, која се емитовала недељом у 23 часа на Првој српској телевизији.

## Концепт емисије
Емисија обично има облик телевизијског дневника који води и уређује Златан Курјак (Кесић) у коме се објављују разне вести (дезинформације) из земље и света. Често поприма и друге телевизијске форме (квизови, ријалити емисије...), а све то је прошарано блоковима реклама са најавама маркетинг као на правој телевизији.

## Неке од пародија у Дезинформатору
- Спот за маркетинг у коме је пародирана тадашња маркетинг шпица ТВ Пинка коју је чинила кишна барица у којој се огледа јесење лишће из које израња пожутели лист. У верзији која се појавила у Дезинформатору уместо пожутелог листа израњао је људски измет.
- „24 часа сахрана“ у којој је пародирао ријалити емисију „48 сати свадба“ која се емитује на РТСу.
- „Погодите где је Ратко Младић!“ у којој је пародирана велика количина телефонских квизова на ТВ станицама у Србији, кроз шта је провучено стално помињање Ратка Младића и његовог скривања у домаћим информативним емисијама и лицитирање Карле дел Понте и домаћих политичара о томе где се Младић тренутно налази.
- „Европесма-Европјесма“ у којој ce карикира избор за представника државне заједнице Србија и Црна Гора за Евросонг 2006. године. Током емисије је водитељ Курјак све време понављао Европесма-Европјесма инсистирајући на тај начин на апсурдности тог „двојезичног“ назива који је савршено оцртава тадашње стање у државној заједници. Песме које су се појавиле у том издању „Дезинформатора“ су карикирале актуелне забавне музичаре, док се у једној квази хеви метал нумери, коју је за потребу емисије урадио Дејан Цукић подсмехнуо финском представнику и каснијем победнику за Песму Евровизије, хеви метал саставу Лорди. Званични избор за Европесму-Европјесму неколико дана касније завршио се потпуним фијаском и скандалом чија је последица било да државна заједница није имала свог представника, а односи међу државама чланицама су се додатно погоршали.
- „ТВ Процес“ у коме Курјак пред ТВ камерама чита Кафкин Процес, правећи спорадичне паузе током којих се укључивао спикер. Емисија је пародирала „Процес ТВ“ телевизије Б92 у коме су преношена суђења међународног трибунала за ратне злочине у бившој Југославији у Хагу, а највише суђење бившем председнику Србије и Југославије Слободану Милошевићу. Спикер који се током Курјакових пауза читања књиге укључивао имитирао је карактеристичан глас и начин говора оригиналног спикера који је у паузама суђења коментарисао шта се догодило и шта предстоји, док је на екрану и даље слика збивања у судници односно Курјака који пије воду или гледа са стране или се протеже.